# NGC 1282
NGC 1282 is een elliptisch sterrenstelsel in het sterrenbeeld Perseus. Het hemelobject werd op 23 oktober 1884 ontdekt door de Franse astronoom Guillaume Bigourdan.

## Synoniemen
- PGC 12471
- UGC 2675
- MCG 7-7-68
- ZWG 540.109